# 吉積正雄
吉積 正雄（よしづみ まさお、1893年（明治26年）1月1日 - 1985年（昭和60年）7月21日）は、日本の陸軍軍人。最終階級は陸軍中将。

## 経歴
広島県出身。陸軍一等軍吏・吉積清三郎の息子として生まれる。広島陸軍地方幼年学校、中央幼年学校を経て、1914年（大正3年）5月、陸軍士官学校（26期）を卒業。同年12月、歩兵少尉に任官し近衛歩兵第4連隊付となる。1923年（大正12年）11月、陸軍大学校（35期）を卒業し近衛歩兵第4連隊中隊長に就任。
1924年（大正13年）12月、参謀本部付勤務となり、参謀本部員、近衛師団参謀、参謀本部員を歴任。1929年（昭和4年）4月から1932年（昭和7年）3月まで、陸軍兵器本廠付として東京帝国大学法学部に派遣学生として学んだ。この間、1929年8月、歩兵少佐に昇進。1932年4月、参謀本部員となり、1933年（昭和8年）8月、歩兵中佐に進級し陸軍省軍務局課員に就任。1934年（昭和9年）8月、参謀本部員となり、1935年（昭和10年）8月から翌年1月まで欧州に出張。1936年（昭和11年）8月、歩兵第12連隊付となり、参謀本部付を経て、1937年（昭和12年）8月、兵科を航空兵科に転じ航空兵大佐に昇進。同年11月、大本営幕僚付となり、関東軍司令部付、第4軍参謀を歴任。1939年（昭和14年）12月、第4軍参謀長に発令された。
1940年（昭和15年）3月、陸軍少将に進級。参謀本部付を経て、1940年12月、内閣情報局第2部長に就任し太平洋戦争を迎えた。1942年（昭和17年）4月、陸軍省整備局長に転じ、1943年（昭和18年）6月、陸軍中将に進んだ。1945年（昭和20年）3月、最後の軍務局長に着任し、兼整備局長、兼参謀本部第4部長を経て終戦を迎えた。1945年（昭和20年）11月に復員。同年12月から1946年（昭和21年）6月まで、第一復員省総務局長を務めた。1947年（昭和22年）11月、公職追放の仮指定を受ける。追放中の1948年（昭和23年）10月、兵器処理問題に関し、衆議院不当財産取引調査特別委員会に証人喚問された。1952年（昭和27年）、追放解除。

## 栄典
- 1940年（昭和15年）11月10日 - 紀元二千六百年祝典記念章[8]